# Абдалазіз-хан
Абдалазіз-хан (1614 — 1683) — 6-й володар Бухарського ханства у 1645—1681 роках.

## Життєпис
Походив з династії Аштарханідів, гілки Тука-Тимуридів. Син Надир-Мухаммада, правителя Балху. Народився 1614 року в Бухарі. Згодом отримав у володіння Шібірган. З 1632 року спільно з батьком став здійснювати напади на перський Хорасан. вів боротьбу також з Рустем-султаном (сином колишнього хана Валі-Мухаммада).
1642 року після зречення брата Імамкулі-хана трон Бухари посів Надир-Мухаммад. Абдалазиз отримав в управління Балх. Невдовзі став сперечатися за вплив з братом Субханкулі. 1643 року внаслідок повстання в Ходженті владу захопив Санджар-султан, що оголосив себе сином Імамкулі-хана. Проти нього хан відправив сина Абдалазіза. Втім військо останнього стало виказувати ознаки непокори. Тому Абдалазіз перейшов на бік заколотників. Тоді Надир-Мухаммад відправив проти останнього нове військо, що перейшло на бік Абдалазіза. Також інші сини хана — Субханкулі й Хусрав-султан — 1645 року визнали володарем Абдалазіза.
На запрошення Надир-Мухаммада Балх зайняло могольське військо. За цих обставин Абдалазіз-хан став збирати військо для відвоювання Балху, але вимушений був спочатку відправити війська на допомогу казахському хану Жангіру у війні проти джунгарів.
Своєю чергою Надир-Мухаммад невдовзі втік до Персії, де отримав військову допомогу. 1648 року той змусив могольського командувача Аурангзеба здати йому Балх. Абдалазіз-хан лише у 1651 році відвоював це місто. Після цього відправив батька в хадж до Мекки, де той і помер. В перші роки панування здійснив низку походівдо Хорасану, внаслідок яких було захоплено й пограбовано Мешхед.
Невдовзі почався конфлікт з братом Субхванкулі, що отримав у володіння Балх. 1660 року хан спробував замінити того на іншого брата — Касим-Мухаммада, проте невдало. 1663 року зазнав нападу хівинського хана Абулгазі, війська якого сплюндрували туман (округ) Бухара, пограбувавши також околиці столиці. У 1664—1665 роках зазнавнових нападівхівинців. 1669 року Абдалазіз-хан встановив дипломатичні відносини з Московським царством.
У 1670-х роках продовжив боротьбу з іншим хівинським ханом Анушою. Водночас посилилася боротьба серед племенної знаті в середині держави. 1673 року відправив посольство до Османської імперії. Зкінця 1670-х років посилилися напади хвіинців й казахів.
1681 року вимушенбув зректися влади й вирушити у хадж до Мекки, де помер 1683 року. Трон перейшов до брата Субханкулі.

## Розвиток культури
Підтримував історика Ходжамкулі-бек Балхі та поета Турди. На його кошти було зведено декілько медресе в Бухарі та Самарканді.